# 2015-ös tapolcai időközi választás
A 2015-ös tapolcai időközi választást (időközi országgyűlési képviselő-választás Veszprém megye 3. számú országgyűlési egyéni választókerületében) 2015. április 12-én tartották, miután a 2014-es választáson mandátumot szerzett Lasztovicza Jenő 2015. január 8-án elhunyt.
Az időközi választást a szavazatok 35,49%-ának megszerzésével a Jobbik Magyarországért Mozgalom színeiben induló Rig Lajos nyerte, ezzel a párt megszerezte első egyéni mandátumát a magyar Országgyűlésben, képviselőinek száma pedig 24-re nőtt.

## Előzmények
A 2014. április 6-án tartott parlamenti választáson a Fidesz–KDNP színeiben induló Lasztovicza Jenő a leadott szavazatok 43,14%-át kapta, ezzel ő lett a Tapolcát és 59 környező települést tartalmazó választókerület képviselője.
Mivel Lasztovicza Jenő 2015. január 8-án elhunyt, a Nemzeti Választási Bizottság (NVB) 2015. január 29-én a megüresedett képviselői helyre az időközi választást 2015. április 12. napjára tűzte ki.

## Kampány
A veszprémi időközi választással szemben az előzetes közvélemény-kutatások szerint itt a Fidesz és a Jobbik tűnt esélyesnek, az MSZP pedig nem sokkal lemaradva követte őket.
Az egyik fő kampánytéma a 2012-ben bezárt tapolcai kórház kérdése lett. A harmadik Orbán-kormány 2,3 milliárd forintos rehabilitációs célú fejlesztést jelentett be a választás előtt nem sokkal. Orbán Viktor miniszterelnök személyesen is bekapcsolódott Fenyvesi Zoltán, a Fidesz–KDNP jelöltjének kampányába.
A Fideszhez közeli PestiSrácok.hu portál azt közölte, hogy Rig Lajos az SS jelmondatát, a „Becsületem a hűség” kifejezést tetováltatta magára. A Jobbik cáfolta ezt, közleményük szerint a tetoválás egy Rig Lajost a házasságára emlékeztető motívum, a „becsület” és a „hűség” szavak egy nonfiguratív, szív alakú mintával összekötve. Lázár János Miniszterelnökséget vezető miniszter nyilas pártnak nevezte a Jobbikot.
Az MSZP-DK jelöltjét, Pad Ferenc szakszervezeti vezetőt névtelen kiadvány támadta azért, mert az ajkai vörösiszap-katasztrófáért felelős MAL Zrt.-ben dolgozik.

## Eredmények
| Időközi országgyűlési választás Veszprém megye 3. egyéni választókerületében 2015. április 12. | Időközi országgyűlési választás Veszprém megye 3. egyéni választókerületében 2015. április 12. | Időközi országgyűlési választás Veszprém megye 3. egyéni választókerületében 2015. április 12. | Időközi országgyűlési választás Veszprém megye 3. egyéni választókerületében 2015. április 12. | Időközi országgyűlési választás Veszprém megye 3. egyéni választókerületében 2015. április 12. | Időközi országgyűlési választás Veszprém megye 3. egyéni választókerületében 2015. április 12. |
| ---------------------------------------------------------------------------------------------- | ---------------------------------------------------------------------------------------------- | ---------------------------------------------------------------------------------------------- | ---------------------------------------------------------------------------------------------- | ---------------------------------------------------------------------------------------------- | ---------------------------------------------------------------------------------------------- |
| Választásra jogosultak száma                                                                   | Választásra jogosultak száma                                                                   | 71 883 fő                                                                                      | 100%                                                                                           |                                                                                                |                                                                                                |
| Szavazatok                                                                                     | Szavazatok                                                                                     | Száma                                                                                          | Aránya (%)                                                                                     |                                                                                                |                                                                                                |
| Összes leadott szavazat – Ebből érvényes – Ebből érvénytelen                                   | Összes leadott szavazat – Ebből érvényes – Ebből érvénytelen                                   | 30 021 29 891 130                                                                              | 41,76 (100%) 99,57 0,43                                                                        |                                                                                                |                                                                                                |
|                                                                                                | Jelöltek                                                                                       | Jelölő szervezet(ek)                                                                           | Jelölő szervezet(ek)                                                                           | Szavazatok                                                                                     | Szavazatok                                                                                     |
| Száma                                                                                          | Jelöltek                                                                                       | Jelölő szervezet(ek)                                                                           | Jelölő szervezet(ek)                                                                           | Aránya (%)                                                                                     |                                                                                                |
| 1.                                                                                             | Rig Lajos                                                                                      | Jobbik Magyarországért Mozgalom                                                                | Jobbik Magyarországért Mozgalom                                                                | 10 608                                                                                         | 35,49                                                                                          |
| 2.                                                                                             | Fenyvesi Zoltán                                                                                | Fidesz–KDNP                                                                                    | Fidesz–KDNP                                                                                    | 10 243                                                                                         | 34,27                                                                                          |
| 3.                                                                                             | Pad Ferenc                                                                                     | MSZP–DK                                                                                        | MSZP–DK                                                                                        | 7830                                                                                           | 26,20                                                                                          |
| 4.                                                                                             | Sallee Barbara                                                                                 | Lehet Más a Politika                                                                           | Lehet Más a Politika                                                                           | 605                                                                                            | 2,02                                                                                           |
| 5.                                                                                             | Czigler László                                                                                 | Független                                                                                      | Független                                                                                      | 116                                                                                            | 0,39                                                                                           |
| 6–7.                                                                                           | Borbély József                                                                                 | Független                                                                                      | Független                                                                                      | 63                                                                                             | 0,21                                                                                           |
| 6–7.                                                                                           | Filemon Kristóf                                                                                | Munkáspárt                                                                                     | Munkáspárt                                                                                     | 63                                                                                             | 0,21                                                                                           |
| 8.                                                                                             | Ács László                                                                                     | Zöldek Pártja                                                                                  | Zöldek Pártja                                                                                  | 62                                                                                             | 0,21                                                                                           |
| 9.                                                                                             | Dr. Köröskényi Kálmán                                                                          | Független                                                                                      | Független                                                                                      | 49                                                                                             | 0,16                                                                                           |
| 10.                                                                                            | Blazovich Timea                                                                                | FGRP                                                                                           | FGRP                                                                                           | 45                                                                                             | 0,15                                                                                           |
| 11.                                                                                            | Horváth Magdolna                                                                               | Magyar Igazság és Élet Pártja                                                                  | Magyar Igazság és Élet Pártja                                                                  | 44                                                                                             | 0,15                                                                                           |
| 12.                                                                                            | Szepessy Zsolt                                                                                 | Összefogás Párt                                                                                | Összefogás Párt                                                                                | 40                                                                                             | 0,13                                                                                           |
| 13.                                                                                            | Fecser János Gyula                                                                             | Független                                                                                      | Független                                                                                      | 28                                                                                             | 0,09                                                                                           |
| 14                                                                                             | Busi Erika                                                                                     | Független                                                                                      | Független                                                                                      | 16                                                                                             | 0,05                                                                                           |
| 15.                                                                                            | Dr. Sinkáné Vati Júlia                                                                         | Független                                                                                      | Független                                                                                      | 15                                                                                             | 0,05                                                                                           |
| 16.                                                                                            | Törökné Juhász Ilona                                                                           | Független                                                                                      | Független                                                                                      | 14                                                                                             | 0,05                                                                                           |
| 17–19.                                                                                         | Antal Tamás                                                                                    | Független                                                                                      | Független                                                                                      | 10                                                                                             | 0,03                                                                                           |
| 17–19.                                                                                         | Csányi Gyula                                                                                   | Független                                                                                      | Független                                                                                      | 10                                                                                             | 0,03                                                                                           |
| 17–19.                                                                                         | Ladányi György                                                                                 | Független                                                                                      | Független                                                                                      | 10                                                                                             | 0,03                                                                                           |
| 20.                                                                                            | Daróczi Sándor Józsefné                                                                        | Független                                                                                      | Független                                                                                      | 8                                                                                              | 0,03                                                                                           |
| 21–22.                                                                                         | Galyas István                                                                                  | Független                                                                                      | Független                                                                                      | 6                                                                                              | 0,02                                                                                           |
| 21–22.                                                                                         | Turcsán Mihály                                                                                 | Független                                                                                      | Független                                                                                      | 6                                                                                              | 0,02                                                                                           |
| Összesen                                                                                       | Összesen                                                                                       | Összesen                                                                                       | Összesen                                                                                       | 29 891                                                                                         | 100                                                                                            |

A választás nyertese Rig Lajos, a Jobbik képviselőjelöltje lett.

### Településenként

#### Részvételi adatok
A leadott szavazatok aránya a választásra jogosultak számához képest:
| Ajka            |  | 38,58% |
| Sümeg           |  | 41,95% |
| Tapolca         |  | 52,89% |
| Többi település |  | 39,22% |

Tapolcán a többi településhez képest magas volt a részvétel. A legmagasabb részvétel Szentbékkállán volt, 59,56%-os, a legalacsonyabb Pusztamiskén 25,65%-os.

#### Pártok szerint
A Jobbik Tapolcán és a falvak körében tudott nyerni. Ajkán MSZP–DK-s, Sümegen Fidesz–KDNP-s győzelem született, de ez nem volt elég a teljes egyéni választókerületi többség eléréséhez.

## Politikai következmények
A Jobbik megszerezte történetének első egyéni mandátumát, ezzel az első nem 1990-es rendszerváltó pártként szerzett egyéni mandátumot. Török Gábor politológus szerint „összetört az üvegplafon” a párt fölött, vagyis már nem igaz az a korábbi vélekedés, miszerint korlátozott lenne a párt növekedési potenciálja.
Vona Gábor, a Jobbik akkori elnöke szerint győzelmük történelmi siker, és ezzel „elbukott az arrogancia, a tisztességtelenség, a fenyegetés és a korrupció”.
Orbán Viktor miniszterelnök úgy értelmezte a végeredményt, hogy „előfordul, hogy kifelé pattan a labda a kapufáról”, és neki nincs felelőssége a Jobbik megerősödésében. Ugyanakkor a Fidesz egyes politikusai és értelmiségi támogatói a 2014 novembere óta a párttal szemben kialakult és egyre mélyülő bizalmi válságot jelölték meg a vereség fő okaként. Elhangzott az a vélekedés is, hogy a falusi polgármesterek fizetésének csökkentése állt a kistelepüléseken tapasztalt fideszes visszaesés mögött.